# 日野未来
日野 未来（ひの みらい、1993年1月26日 - ）は、日本のタレント（フリー）。元女子競輪選手、元グラビアアイドル。大分県大分市出身。競輪選手時代は日本競輪選手会奈良支部所属、ホームバンクは奈良競輪場。日本競輪学校（当時。以下、競輪学校）第114期生、選手登録番号15312番。師匠は佐藤成人（71期）。
かつては中原 未來（なかはら みく）の芸名で主にグラビアアイドル、タレントとして活動した。16歳で女性アイドルグループHRメンバーとしてデビューし、同グループでは初代キャプテンを務めた。東京に活動拠点を移してからはプラチナムプロダクションに所属した。芸能活動時代の愛称はみいちゅん。
のちに競輪選手を目指すようになり、競輪学校にて約1年間にわたる研修・訓練を受け、2018年5月1日にJKAより競輪選手として登録され、7月7日の奈良競輪場でデビュー。2025年まで競輪選手を続けた。競輪学校在学中は、身長165.3cm、体重66.6kg、右大腿囲（太もも周り）60.5cm、左大腿囲62.5cmであった。

## 来歴

### タレント・グラビアアイドル時代
小学生の頃までは新体操や水泳、英語、ピアノなど数多くの習い事を多くやらされたが、元々は運動をすること自体が嫌いだったため、中学校では吹奏楽部であった。だが、踊りや歌うことは好きでアイドルには興味があったため、中学生の頃はタレント養成スクールにも通っていた。中学校を卒業後すぐに上京することも考えたが、両親から説得されたこともあり、とりあえず地元大分で芸能科のある高校に進学。同時にAKB48などのオーディションを幾つか受けるが不合格となるも、2010年5月に福岡県福岡市を拠点とする女性アイドルグループ『HR』のオープニングメンバーオーディションに合格したことで、アイドル活動に専念するため高校を中退。それからは中原未來（なかはら みく）の芸名で同年8月のHR劇場（ボックスタウン箱崎内）第1回公演『ようきんしゃったね』でステージデビューを飾る。
2011年1月、『HR』チームHのキャプテンを務める一方、2012年4月からはグループ全体のキャプテンに就任する。ただ、自身は東京で活動したい夢があったこと、ある時東京の芸能事務所のスカウトマンからこっそりと名刺を貰ったこともあり、同年7月のチームH2nd公演『キミにSPARK』千秋楽をもって『HR』を卒業。『HR』を卒業後は活動拠点を東京に移し、プラチナムプロダクションに所属。以後、タレント、グラビアアイドルとして活動。
ただ、タレント活動をしていたとは言え収入は多くなく、元々ギャンブル好きだったこともあり、競馬やボートレース、パチンコにパチスロといったギャンブルにも手を出して生活費を稼いでいた。それを知った当時のマネージャーがギャンブル絡みの仕事を回してくれたことで、仕事でもプライベートでもギャンブルに熱中するようになる。その中で競輪だけは見たこともなく車券も買ったこともなかったが、千葉競輪場での開設記念競輪で初めて競輪の仕事が入り、その場でレースを見て競輪の面白さや魅力に目覚める。のち競輪関係のイベントやテレビ番組などへの出演も増え、さらに2014年の松戸競輪場でのガールズケイリンフェスティバルを生観戦しガールズケイリンの存在を知り、レースでは奥井迪が先行し逃げ切る走りを目の当たりにして感動したことで一念発起、自身も競輪選手を目指すことになった。この頃にはタレント活動に限界を感じており、今後の人生について悩んでいたこともあって、「どうせなら努力が結果に直結する世界に行きたい」という思いがあったことも競輪選手を目指すきっかけとなった。
競輪選手を目指すにあたって、かつて仕事で訪れた奈良競輪場のバンクのカントの大きさが印象に残っていたことや、走るのがすごく難しいと教わった奈良のバンクで練習したら選手として強くなれるのでは、という思いと、お酒も好きだったのでその誘惑に負けないよう縁もゆかりもない奈良で一から一人暮らしする方が集中できるのでは、という考えもあり、自ら奈良競輪場の関係者に連絡を取った。その時点で事務所には退所することを伝え、2015年10月、ガールズケイリン選手への転向を目指すことをブログで表明。2016年3月の契約満了をもって所属事務所を退所し芸能界を引退した。

### 芸能界引退後
当時の競輪学校の入試には受験資格として「高卒以上ないし高卒同等、または高卒見込みの学歴保持者」が定められており、自身は高校中退で受験資格がなかったことから、1か月だけ専門学校に集中して通い2016年3月に高認に合格したのち、奈良に移住した。
佐藤成人（71期）に弟子入りし、主に奈良競輪場で練習を積んだ。2017年1月12日、自身のブログにて、初めて受験した競輪学校第114期生試験（倍率2.4倍）に合格したことを報告。同年5月10日に競輪学校で入学式を迎え、約10ヶ月間における全寮制での学校生活に入った。入学直後に行われた試走記録会では、200mフライングダッシュが1位、400mフライングダッシュと1000mタイムトライアルがともに2位、2000mタイムトライアルが3位と、全ての記録で上位3位内に入ったことで滝澤校長から注目され、校長自らが選抜したエリートだけを特別に鍛え上げる「T教場」で訓練を重ねる。
そして7月3日・4日に行われた第1回記録会では、200mフライングダッシュ・400mフライングダッシュ・1000mタイムトライアル・2000mタイムトライアル全ての記録が能力区分基準タイムで最高基準を上回り、競輪学校入学前から目標としていた、女子生徒史上4人目となるゴールデンキャップを獲得した。
在学中に受験した競輪選手資格検定にも合格し競輪選手となれる資格を得て、2018年3月24日、競輪学校を在校成績9位で卒業。

### 競輪選手時代
2018年5月1日、本名である日野未来で日本競輪選手会奈良支部所属の競輪選手として登録された。
同年7月7日から開催された地元・奈良競輪場でデビュー。デビュー場所は初日3着であったが2日目は7着となり予選敗退、最終日の一般戦は3着であった。同年7月16日、岸和田競輪第5レースで1着となり、初勝利を挙げる。ただ同年はその後怪我による欠場もあって半年間で25走に留まり、1着2回、2着1回、3着3回、着外19回で終わった。
デビュー後は直後の怪我などもあり暫く低迷したが、尾崎睦や児玉碧衣らから助言をもらうなどして2020年下期から成績を上げ、2021年5月開催のガールズケイリン特別競走「ガールズケイリンコレクション2021京王閣ステージ」の出場権を賭けたトライアルレース・グループBのメンバー（選考順位第35位）に初選出された。
2021年11月2日時点での通算獲得賞金額は、1967万2100円。
2021年12月4日、岐阜FIIで初優勝（完全優勝）。同年の獲得賞金額は860万2800円で、ガールズケイリンでは48位であった。
コロナ禍もあり考える時間ができたことで、食生活を見直すなどした結果、2022年は飛躍の年となった。ガールズケイリンコレクション2022・いわき平ステージ出場権を賭けたトライアルレースは、前年の選考期間中の競走得点が足りず当初は選外となっていたが、他の出場予定者が急遽欠場したことで、グループB（宇都宮）に追加参戦することとなり2年連続で出場した（予選敗退）。そして6月9日から12日にかけて松戸競輪場で行われた、ナイターGIII開催内ガールズケイリン（4日制）決勝において、児玉碧衣を差し切り2度目の優勝を果たした。8月のガールズケイリンコレクション2022・西武園ステージ出場選手を決めるガールズケイリン総選挙では10位となり、アルテミス賞レースの出場権を獲得。選出除外者が2名出たため当初は選考順位8位でアルテミス賞に出場予定であったが、後に総選挙3位であった小林優香が欠場することとなったため更に選考順位が繰り上がって7位となり、ガールズドリームレースに出場が決定した。初出場となったガールズケイリン特別競走は6着であった。さらに目標としていた、競輪祭期間中前半で行われるガールズグランプリトライアルにも出場選手として選出された（予選敗退）。同年は年間で1471万1000円もの賞金を獲得、ガールズケイリンにおける獲得賞金額ランキングでは12位につけた。
2023年は、当初は1月6日からのガールズケイリンコレクショントライアル（大垣）に出場選手として選出されていたが、前年末のレースで落車したことに加え、副鼻腔炎で体調を大きく崩したことが影響し、1月に競走参加予定であったレースは全て欠場し、2月より復帰した。その後は6月の第1回パールカップ（岸和田競輪場）でGI初出場、8月のガールズケイリンコレクション2023・西武園ステージではアルテミス賞レースに出走したほか、10月のGI・第1回オールガールズクラシックでは初日予選で勝利しGI初勝利を挙げた。その後3開催連続で優勝したこともあり、同年の年間獲得賞金額は前年とほぼ同額の1453万3000円であった。
2024年4月11日、大垣FII（ミッドナイト）2日目第2レース（予選２）で勝利し、通算100勝を達成。ほかにも、ガールズケイリンGI決勝戦中継でのトークコーナー（事前収録）やインターネット番組や競輪場外車券売場などでのゲスト出演など露出が増えたこともあって認知度が高まり、同年の女子オールスター競輪（FII）ではファン投票は自身過去最高となる2位となり、ガールズドリームレースに出走。初日2着、二日目3着と纏めポイント上位で自身初のビッグレース決勝戦に進出。結果は3着であったが三日間ともに確定板に乗った。下期は優勝回数を伸ばしたこともあり、同年は女子選手で15位となる1720万4000円の賞金を獲得。
第3回パールカップ終了翌日の2025年6月20日、マスコミ各社宛てに書面で現役引退を表明。自身「これ以上は伸びしろがない」と限界を感じていたことに加えて、5月末に地方競馬の馬主資格も取れたことも引退を決意した理由に挙げている。そして翌日の21日、第76回高松宮記念杯競輪5日目が行われていた岸和田競輪場のイベントステージで改めてファンの前で引退を報告した。
2025年6月26日、選手登録消除。通算戦績は570戦154勝、優勝20回。通算獲得賞金は7677万1100円。

### 競輪選手引退後
競輪場も含めて全国の公営競技場巡りをする予定で、フリーのタレントとして引退直後から活発に活動している。自身のYouTubeチャンネルも立ち上げた。他にも「競走馬を買いたい」とも公言している。引退直後の2025年8月には、競輪学校時代の同期114期の仲間らで引退記念パーティを開いた。

## レーススタイル
当初は差しの決まり手も多かったが、2024年時点では早めに仕掛けるこだわりを見せており、付いた決まり手は逃げもしくは捲りがほとんどである。また先行一辺倒ではなく、相手関係によっては位置を取りに行くことも。

## 人物
以下は、基本的にタレント・グラビアアイドル時代のもの
- 趣味はコスプレ、アニメを見る、ドラム、特技は跳び箱、ものまねを挙げている [45]。
  - 競輪選手となってからは、レース終了後に帰宅前に地元の百貨店に寄ってウィンドウショッピングをすることを挙げており、ラルフ・ローレンのクマ（POLO BEAR）のアイテムを蒐集している[46]ほか、2022年以降は「おぱんちゅうさぎ」にハマっている。
  - ギャンブルではばんえい競馬にハマっており、現役時代は時間があれば自身のレース開催終了直後に帯広に飛んで現地でレース観戦をすることもあった[47]ほか、2023年8月13日のばんえいグランプリ（帯広）では日刊スポーツ紙面で特別予想を行った[48]。2024年9月29日には他のガールズ選手3名とともに「オッズパークpresentsガールズケイリンDAY 2024 in 帯広競馬場」にゲストとして招かれ、実際の走路での模擬レース[注釈 8]にも出走し1着となった[49]。
  - 競輪選手を引退したあとは、ばんえい競馬の馬主になるのが夢[50]。来歴にもある通り、2025年5月に地方競馬の馬主資格を取った。
- 制服が好きで、プライベートでもコスプレをしたり、高校生の制服を着て街に出かけている [45][51][52][53]。
- 好きなアニメ：ガンダムシリーズ、テニスの王子様、新世紀エヴァンゲリオン、エルフェンリート など[54]。
- 好きな食べ物：ミートソーススパゲティ、みかん。苦手な食べ物：きゅうり[55]。
- コーヒー好きで、中原未來時代のブログにはたびたび『コメダ珈琲』の話題を出している[56][57][58]。
- 好きな映画： 大奥 (2010年の映画)、 ピカレスク 人間失格[45]。大奥シリーズは漫画もドラマも全部見ていることを述べている[59]。
- 好きなファッションブランドとして、『JOYRICH（ジョイリッチ）』『gelato pique（ジェラートピケ）』などを挙げている[60][61][62]。

## 作品

### 映像作品
- Nice to みいちゅん（2014年2月21日、イーネット・フロンティア）[63][64]
- 恋するみいちゅん（2014年6月20日、MBDメディアブランド）[65][66]

## 出演

### 競輪選手時代

#### テレビ
- 風になれ!夏の自転車祭り!!アナタの知らない競輪の世界〜第65回オールスター競輪〜（GI）（2022年8月14日、BSテレ東） - ガールズケイリン3選手の一日に密着するコーナーでVTR出演
- ガールズケイリン・パーティー 第1回オールガールズクラシック（GI）（2023年10月4日、BSテレ東） - ガールズケイリン7選手へのインタビュー、ミニゲームのコーナーでVTR出演[67]
- ガールズケイリン・パーティー 第2回オールガールズクラシック（GI）（2024年4月28日、BSテレ東） - ガールズケイリン7選手へのインタビューのコーナーでVTR出演[68]

### タレント・グラビアアイドル時代

#### テレビ
- サタデーバリューフィーバー『マイノリティ・リポート』（2010年10月23日、日本テレビ）[69]
- 魁!音楽番付Eight（2012年5月16日、フジテレビ） - 「ご当地アイドル企画」に出演。[70]
- 日曜×芸人（2013年10月27日、テレビ朝日）- アシスタントとして出演[71]
- 嵐にしやがれ 2時間半SP（2014年1月1日、日本テレビ）
- 行列のできる法律相談所（2014年1月5日／2月23日、日本テレビ）
- 内村とザワつく夜SP（2014年2月18日、TBS）
- パチFUN!（2014年2月19日／2月26日／3月5日、長野放送）（2014年2月24日／3月3日、テレビ神奈川）（2014年3月19日／3月26日、テレビ埼玉）[72]
- アイドルの穴〜日テレジェニックを探せ!〜（2014年4月5日 - 6月7日、日本テレビ）[73]
- 続・最後から二番目の恋（2014年4月24日、フジテレビ）
- KEIRIN LIVE S級探偵団（2015年4月 - 2016年3月、BS日テレ）

#### ラジオ
- アクトレース・ドラフト会議前々夜祭SP！（2013年9月26日、下北FM） - 日野ありす、関口あゆ実、川上さりと共に出演[74]

#### ネット配信

##### DMM.com
- 1 中原未來 アイドル動画
- 2 中原未來 アイドル動画
- 3 中原未來 アイドル動画
- 4 中原未來 アイドル動画

##### NOTTV
- 『もう！バカリズムさんのH！』予告動画 - 本編放送：2014年1月26日

##### pachifunweb
- 『パチFUN!』2014年2月19日 長野放送
- 『パチFUN!』2014年2月26日 長野放送
- 『パチFUN!』2014年3月5日 長野放送
- 『パチFUN!』2014年2月24日 テレビ神奈川
- 『パチFUN!』2014年3月3日 テレビ神奈川
- 『パチFUN!』2014年3月19日 テレビ埼玉
- 『パチFUN!』2014年3月26日 テレビ埼玉

##### WALLOP
- Fan Club Masters 10月4日 放送回
- Fan Club Masters 11月29日 放送回

#### その他
- 『劇場版BLOOD-C The Last Dark』“斬り込み隊”（2012年6月2日、大洋映画劇場にて）[75]
- さがねソース（2014年3月17日、ニコニコ生放送） - ゲスト出演[76]

#### イベント
| 年月       | 順位 | 備考                                                         |
| ---------- | ---- | ------------------------------------------------------------ |
| 2013年7月  | 4位  |                                                              |
| 2013年8月  | 5位  |                                                              |
| 2013年9月  | 1位  | 2013年10月8日スカパー放送内で 10分間の独占企画コーナーを獲得 |
| 2013年10月 | 3位  |                                                              |

- ヌードルカフェ - 不定期で出勤[77]
- 秋葉原化劇団（2013年5月 - 2013年7月） - チーム茶摘み[78][79][80][81]
- ミスアクション2014（2013年6月 - 2014年4月）[82]
- EXスーパーアイドルQueen（2013年7月 - 2013年10月）[83]
- ファンクラブマスターズ（2013年9月 - ?） - 10〜12月のシーズンバトルを経てグランプリを受賞[84]
  - 11月のごほうび「スペシャルインタビュー＆撮り下ろし写真」掲載
  - 最終結果報告＆グランプリ結果発表 - グランプリ（ビューティ賞）受賞
- アクトレース（2013年9月23日 - 2013年12月8日） - チーム：ブラックティアーズの一員として参戦[85]
- ぷるるんサバイバル（2013年11月 - 2014年4月） - 『週刊ヤングジャンプ』のグラビア掲載をかけたサバイバルバトルにエントリー[86][87][88][89]
- 『CR魔神英雄伝ワタル』プレス発表会（2013年12月5日） - 豊丸産業主催イベントにコンパニオンとして参加[90][91][92][93]
- ガールズジュエリー東京（2014年1月22日 - 2014年1月25日） - 『fuloope rubber jewel』の展示会モデルとして参加[94][95]
- DVD『Nice to みいちゅん』発売イベント（2014年3月1日）[96][97]
- 日テレジェニック2014（2014年3月 - 6月）[73]
- Girls Award（2014年4月19日） - モデル出演[98][99]
- DVD『恋するみいちゅん』発売イベント（2014年7月21日）[100][101]

## 書籍

### 雑誌
- 週刊SPA! 2013年12月24日号（2013年12月17日、扶桑社） - 林あやのと共にヌードルカフェの紹介記事に掲載[102][103][104]
- 週刊プレイボーイ 2014年No.3・4合併号（2014年1月6日、集英社） - 黒田万結花、長岡美和と共にグラビア掲載[105]
- DVDヨロシク 2014年3月号（2014年2月21日、三和出版） - 表紙＆巻頭グラビア掲載／付属DVD収録[106][107][108]
- エキサイティングマックス! 2014年4月号（2014年2月26日、ぶんか社） - グラビア掲載／付属DVD収録[109][110]
- 週刊実話 2014年3月13日号（2014年2月27日、日本ジャーナル出版） - グラビア掲載[111]
- アサ芸シークレットPremium！ 2014年4月10日号（2014年3月5日、徳間書店） - グラビア掲載[112]
- ドカント 2014年4月号（2014年3月16日、デジタルスタイル） - ガールズコレクション掲載[113]
- ザ・ベストマガジンGOLD 2014年5月号（2014年4月16日、ベストセラーズ） - 木口亜矢、黒田万結花、青山めぐと共に表紙＆巻頭グラビア掲載[114]
- ドカント 2014年8月号（2014年7月16日、デジタルスタイル） - ガールズコレクション掲載[115]
- Street Jack 2014年9月号（2014年7月24日、ベストセラーズ） - おのののか、矢野清香と共にグラビア掲載[116]
- エキサイティングマックス! 2014年10月号（2014年8月26日、ぶんか社） - グラビア掲載／付属DVD収録
- 競艇マクール2025年3月号〜2026年2月号予定 - コラム連載

### 関連書籍
- みちふぉと×Fan Club Masters（2014年1月31日、@misty） - デジタル写真集（ファンクラブマスターズ11月大会勝率1位のごほうび企画として発売）
- 夕刊フジ（2014年2月14日、産業経済新聞社） - インタビュー掲載[117][118]